# Ballophilus flavescens
Ballophilus flavescens är en mångfotingart som beskrevs av Carl Graf Attems 1938. Ballophilus flavescens ingår i släktet Ballophilus och familjen Ballophilidae.
Artens utbredningsområde är:
- Kambodja.
- Laos.
- Vietnam.

Inga underarter finns listade i Catalogue of Life.